# 바이올린 협주곡 5번 (모차르트)
바이올린 협주곡 5번 가장조(K. 219)는 볼프강 아마데우스 모차르트가 1775년에 잘츠부르크에서 작곡한 이른바 ‘잘츠부르크 협주곡’ 가운데 마지막 협주곡이다. 1775년 12월 20일에 완성되었다. “터키풍”(Turkish) 또는 “터키” 협주곡으로도 불린다.
곡의 악장 구성은 다음과 같다. 
1. Allegro aperto - Adagio - Allegro aperto
2. Adagio
3. Rondeau: Tempo di menuetto - Allegro - Tempo di menuetto

첫 악장은 오케스트라가 주제부를 연주하면서 시작되며, 곧 바이올린 솔로가 짧지만 감미로운 아다지오 악절을 연주한다. 다시 오케스트라는 바이올린 솔로의 여러 가지 선율을 얹어가며 주제부를 연주한다. 바이올린 카덴차에 이어 오케스트라의 연주로 악장이 끝난다. 두 번째 악장은 서정적인 분위기의 느린 악장이다. 세 번째 악장의 중반의 터키풍 운율이 특징이다. 총 연주 시간은 약 28분 정도이다.